# Liebesträume

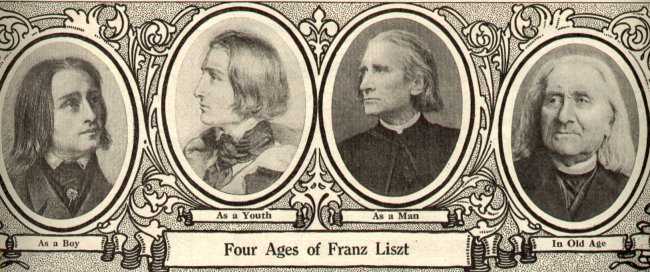
Las cuatro edades de Franz Liszt.

Liebesträume. Drei Notturni (alemán: Sueños de amor. Tres nocturnos. Liebe: amor; Träume: sueños. Forma singular: Liebestraum) es una serie de tres obras para piano solo (S/G541) de Franz Liszt. Fueron publicadas en 1850. A menudo se utiliza el término para referirse específicamente al tercer Liebestraum, que es el más reconocido de los tres. Fueron concebidos como canciones sobre poemas de Ludwig Uhland y Ferdinand Freiligrath. En 1850 aparecieron dos versiones como un conjunto de canciones para voz soprano y piano y como transcripciones para cuatro manos.

## Los tres nocturnos
Los tres poemas de Uhland y Freiligrath describen tres formas diferentes del amor. 

### Liebestraum n.º 1: Hohe Liebe
La primera, Hohe Liebe (Alto amor, Amor exaltado), representa el amor religioso y sagrado: el mártir renuncia al amor terrenal, ya que "el Cielo ha abierto sus puertas".

"In Liebesarmen ruht ihr trunken,

des Lebens Früchte winken euch;

ein Blick nur ist auf mich gesunken,

doch bin ich vor euch allen reich.

Das Glück der Erde miss' ich gerne

und blick, ein Märtyrer, hinan,

denn über mir in goldner Ferne

hat sich der Himmel aufgetan."

Traducción aproximada: 

"En brazos del amor reposan ustedes embriagados,

los frutos de la vida les llaman;

una mirada tan solo sobre mí ha descendido,

pero soy más rico que todos ustedes.

Renuncio gustoso a la felicidad terrena

y alzo, como un mártir, los ojos;

pues sobre mí, en la dorada distancia,

se ha abierto el cielo."

Johann Ludwig Uhland.

### Liebestraum n.º 2: Gestorben war ich
El segundo es Gestorben war ich y es una evocación del amor erótico. "Gestorben war ich" ("Yo había muerto" o "Yo estaba muerto") se refiere metafóricamente a "La petite mort", el orgasmo femenino: 

"Gestorben war ich

vor Liebeswonne;

begraben lag ich

in ihren Armen;

erwecket ward ich

von ihren Küßen;

den Himmel sah ich

in ihren Augen."

Traducción aproximada: 

"Estaba muerto

por el éxtasis del amor;

yacía enterrado 

en sus brazos;

me despertaron

sus besos;

vi el cielo

en sus ojos."

Johann Ludwig Uhland

### Liebestraum n.º 3: O lieb, so lang du lieben kannst

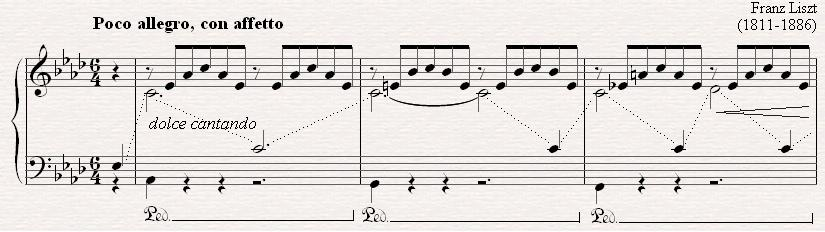
Inicio del Liebestraum Nr. 3 en La bemol mayor.

El tercer nocturno, el más famoso de los tres, trata el amor incondicional maduro. Está escrito en La bemol mayor y se inicia en "poco allegro", aunque luego va creciendo. Puede considerarse que este último nocturno de los Sueños de amor está dividido en tres partes, separadas cada una por una rápida cadencia que exige bastante destreza y un grado relativamente alto de habilidad técnica. Se utiliza la misma melodía a lo largo de toda la pieza, aunque cambia cada vez, especialmente hacia la mitad de la obra, cuando se alcanza el momento culminante. Al final, el Liebestraum n.º 3 se va apagando en una sección final mucho más lenta con acordes y lentos arpegios y termina con un acorde roto tocado muy lentamente, como si fueran notas sueltas más que unidas en una misma frase.

Fragmento: 

"O lieb, so lang du lieben kannst!

O lieb, so lang du lieben magst!

Die Stunde kommt, die Stunde kommt,

wo du an Gräbern stehst und klagst! "

und sorge, daß dein herze glüht

und liebe hegt und liebe trägt

so lang ihm noch ein ander herz

in liebe warm entgegenschlägt

und wer dir seine brust erstchlißt

o tu ihm, was du kannst, zuleib

und mach ihm jede stunde froh,

und mach ihm keine stunde trüb

Und hüte deine zunge wohl

bald ist ein hartes wort entfloh'n

o gott, es war nicht bös gemeint,

der andre aber geht und weint

Traducción aproximada: 

"¡Oh, ama, ama mientras puedas!

¡Oh, ama, ama mientras te guste amar!

Llegará la hora, llegará la hora

en la que sobre las tumbas te lamentarás."

y asegúrate de que tu corazón brille

y el amor lleva y ama

mientras tenga otro corazón

cálido en el amor

y quien te cubre el pecho

Hazle lo que puedas hacer

y hacerlo feliz cada hora

y no lo hagas una hora nublado

Y ten cuidado con tu lengua

pronto una palabra dura se ha escapado

Oh dios, no fue mal,

pero el otro va y llora

Ferdinand Freiligrath

## En la cultura popular
- El Liebestraum n.º 3 es la base de una canción entonada por TIN TAN en una de sus películas con una letra muy "de él".
- El Liebestraum n.º 3 en La bemol mayor apareció en un capítulo de la serie de dibujos animados de Cartoon Network Agallas, el Perro Cobarde.
- El Liebestraum n.º 3 se incluía en la segunda edición del programa de edición de partituras Sibelius como un ejemplo de partitura.
- El Liebestraum n.º 3 aparece en dos ocasiones en la película Eva al desnudo.
- Spike Jones grabó una inolvidable y frenética versión del Liebestraum n.º 3.
- El Liebestraum n.º 3 se toca por un personaje de la película Lost in the Desert de Jamie Uys (director de Los dioses deben estar locos) y desde ese momento se convierte en un tema importante en la banda sonora de la película.
- El pianista y humorista Víctor Borge tocó una versión del Liebestraum n.º 3 para su álbum Caught in the Act. Cuando anunció que iba a tocarla, el público aplaudió, pero él interrumpió diciéndoles "No estéis tan contentos... ¡Odio ese número! No puedo soportarlo. Lo toco con las dos manos, así puedo pasarlo un poquito más rápido". Mientras tocaba decía cosas del estilo de "¡Apesta!" o "Bla, bla, bla...".
- El Liebestraum n.º 3 se ha usado en la serie de anime Spiral: Suiri no Kizuna.
- El Liebestraum n.º 3 en La bemol mayor es tocado por Ryotaro Tsuchiura en el anime Kin'iro no corda.
- El Liebestraum n.º 3 se incluía como ringtone en algunos modelos de celulares Nokia.
- El Liebestraum n.º 3 aparece en el videojuego Haunting Ground, una vez pasado, en una sala de contenido extra.
- El Liebestraum n.º 3 es la melodía que escucha Alice en el libro Seven Shadows, después de matar a cada sombra.
- El Liebestraum n.º 3 fue parte del OST de la novela coreana Tomorrow’s Cantabile.
- El Liebestraum n.º 3 Es parte del OST de la introducción del juego Gran Turismo Sport de PlayStation 4.
- El Liebestraum n.º 3 se ha usado en la serie de anime White Album 2.

### Grabaciones
- Kunst der Fuge (arte de las fugas): MIDIs from Piano Rolls. Grabaciones reales de Otto Higel, Leo Ornstein, Josef Lhevinne, Eugene d'Albert y Katsuhiro Oguri.
- Grabación de Liebestraum n.º3 en La bemol mayor interpretado por Alberto Cobo.
- Grabación de Serg van Gennip.

- Datos: Q1065305